# 刘氏贞节坊
29°59′18.0″N 121°26′59.3″E / 29.988333°N 121.449806°E
刘氏贞节坊是浙江省宁波市江北区慈城镇的一座明代石牌坊。牌坊位于位于慈城镇尚志路4号，为嘉靖甲子（1564年）举人冯讚妻刘氏立。牌坊单开间，坐北朝南，面阔2.98米，柱高4.12米，平板枋上刻卷草，上额枋刻双龙抢珠，下额枋刻双狮舞绣球，中额枋刻字为“旌表嘉靖甲子科顺天举人冯讃继妻刘氏之门”。牌坊后设单开间硬山顶门楼。贞节坊为慈城镇区现存情况最好的一座，1986年成为江北区文物保护单位，1997年8月成为浙江省文物保护单位。